# Furkot
Furkot (słow. Furkotský štít, węg. Furkota-csúcs, niem. Furkotaspitze) – szczyt o wysokości 2402 m n.p.m. (według wcześniejszych pomiarów 2404 lub 2405 m) w bocznej grani Tatr Wysokich, w tzw. głównej grani odnogi Krywania.
Jest to szczyt zwornikowy położony pomiędzy Hrubym Wierchem (Hrubý vrch) a Ostrą (Ostrá), od której oddziela go Furkotna Przełęcz (Furkotské sedlo). W kierunku południowo-wschodnim od Furkotu odchodzi boczna grań oddzielająca Dolinę Młynicką od Doliny Furkotnej, tzw. Grań Soliska (hrebeň Soliska), od której oddziela go Bystry Przechód (Bystré sedlo). Najbliższymi turniami w tej grani są Bystre Czuby. W grani łączącej Furkot z Hrubym Wierchem znajduje się płytka Furkotna Przehyba (Furkotská priehyba).
Zachodnia ściana Furkotu (ok. 150 m wysokości) opada w kierunku doliny Niewcyrki.
Pochodzenie nazwy Furkotu i sąsiednich obiektów, np. Doliny Furkotnej, nie jest znane. Według J. Mihalika ma ona genezę celtycką – przywołuje on Tacyta wspominającego o fakcie, że celtyccy niewolnicy pracujący przy rudach żelaza w Karpatach słowem „furka” określali szczyty o ostrych kształtach. Takie pochodzenie miałoby też zastosowanie do Furkaski w Tatrach Zachodnich. Według Ivana Bohuša bardziej prawdopodobne jest, że nazwy te mają źródło w określeniu „furkotać”, dotyczącym odgłosu wydającego przez potoki (w tym przypadku Furkotny Potok) na kamieniach. Tego typu nazwy dotyczą jednak jedynie dwóch punktów w Tatrach, podczas gdy woda płynie wszędzie w podobny sposób.
Na szczyt nie prowadzi żaden znakowany szlak turystyczny, jedynie w pobliżu (przez Bystrą Ławkę) przebiega oznaczona kolorem żółtym trasa z Doliny Młynickiej do Furkotnej. Drogi prowadzące na szczyt były znane od dawna koziarzom. Na szczycie prowadzono także, już przed 1880 r., pomiary kartograficzne. Pierwsze odnotowane wejście – Kazimierz Przerwa-Tetmajer, Tadeusz Boy-Żeleński z polskimi przewodnikami około 1889–1893 r.; zimą – E. Baur, Alfred Martin, H. Schäfer 4 stycznia 1906 r.
Furkot jest łatwo dostępny z Bystrego Przechodu, dlatego często jest odwiedzany przez turystów. Panorama ze szczytu obejmuje większość ważnych szczytów tatrzańskich.